# Winston Churchill
 Der er flere personer med dette navn, se Winston Churchill (forfatter).
Sir Winston Leonard Spencer-Churchill (30. november 1874 – 24. januar 1965) var en britisk politiker og statsmand, som er kendt for sit lederskab af Storbritannien under 2. verdenskrig. Han var premierminister i Storbritannien fra 1940 til 1945 og igen fra 1951 til 1955. Han betragtes i vide kredse som en af de største ledere i krigstid.
Ved siden af sit politiske arbejde var han forfatter til 37 bøger i 58 bind, og han nåede at male over 500 malerier. Som forfatter skrev han navnlig populærhistoriske værker samt oversigtsværker over samtiden. Han er den eneste britiske premierminister, som har modtaget Nobelprisen i litteratur og var den første, som blev udnævnt til æresborger i De forenede Stater.
Churchill blev født ind i en aristokratisk familie. Hans far, lord Randolph Churchill, som var søn af hertugen af Marlborough John Spencer-Churchill (en), var en karismatisk politiker, som bl.a. var britisk finansminister. Hans mor, Jenny Jerome, stammede fra en velhavende amerikansk familie.
Da det konservative parti tabte parlamentsvalget i 1945, blev han leder af oppositionen. I 1951 dannede han igen regering, og han beholdt posten, til han trak sig tilbage i 1955. Da han døde i 1965 tilstod dronningen ham en statsbegravelse, som tiltrak et af de største antal af verdens statsmænd, som nogensinde har været samlet.

## Familie og tidligt liv
Som efterkommer af den aristokratiske Spencer-familie brugte Winston Leonard Spencer-Churchill som sin far efternavnet Churchill i det offentlige liv. Hans forfader George Spencer ændrede sit efternavn til Spencer-Churchill i 1817, da han blev Duke of Marlborough, for at fremhæve at han stammede fra John Churchill, den første Duke of Marlborough. Winstons fader, lord Randolph Churchill, var John Spencer-Churchill (den 7. Duke of Marlboroughs tredje søn og var politiker, mens hans moder, lady Randolph Churchill (født Jennie Jerome), var datter af den amerikanske millionær Leonard Jerome. Parret fik endnu en søn, John Strange Spencer-Churchill, i 1880.
Winston Churchill blev født to måneder for tidligt i et soveværelse på Blenheim Palace i Woodstock i Oxfordshire, otte måneder efter hans forældres hastige giftermål. Navnet Winston stammer fra sir Henry Winston i Gloucestershire, hvis datter i 1620 fik sønnen Winston Churchill, der for sin trofasthed blev belønnet af Charles 2. med et embede i Whitehall, hvor han gav udtryk for sin loyalitet med værket Divi Britannici om engelske konger fra verdens skabelse (angiveligt 2855 f.Kr.) til 1660.  Hans søn igen var den berømte John Churchill.
Uafhængig og oprørsk af natur, som Winston Churchill var, klarede han sig mindre godt i skolen og blev straffet for det. Han gik på tre privatskoler: St. George's School i Ascot, Bruswick School i Hove ved Brighton og fra den 17. april 1888 på det fornemme Harrow, hvor hans militære karriere begyndte i det små. Få uger efter ankomst havde han sluttet sig til Harrow Rifle Corps. Han fik gode karakterer i engelsk og historie og var skolemester i fægtning.
Han fik næsten aldrig besøg af sin mor, skønt han i breve tryglede hende om det eller at måtte komme hjem. Han havde et overfladisk forhold til sin far og sagde engang, at de sjældent talte sammen. Til gengæld fik han et nært forhold til sin barnepige, Elizabeth Anne Everest, som han kaldte Woom eller Woomany. Han var knust, da hun døde, da han var 21. Som den eneste i familien kom han til hendes begravelse, sørgede for en gravsten og betalte for vedligeholdelsen; en praksis fortsat af The Churchill Centre og Churchill-familien. Hans far døde 24. januar 1895 i en alder af 45 år efter flere år med tiltagende demens, uden at det havde formildet hans følelser for sønnen. Churchill fik ikke kendskab til sin fars diagnose - sandsynligvis syfilis - og regnede derfor i mange år med selv at dø ung.

### Talebesvær
Forskellige skribenter omtalte i 1920'erne til 1940'erne Churchills stammen, og Churchill beskrev sig selv som havende talebesvær, som han konstant prøvede at overvinde. Hans tandproteser var særligt udformet for at hjælpe på hans udtale. Efter mange års indsats kunne han endelig fastslå: "Mit handicap er ingen hindring."
Churchill Centre afviser imidlertid kategorisk påstanden om, at Churchill stammede, men bekræfter, at han ligesom sin far havde problemer med læspen.

### Ægteskab og børn
Churchill mødte sin senere hustru, Clementine Hozier, i 1904 ved et bal på Crewe House. I 1908 mødtes de igen ved et middagsselskab ved lady St Helier. Churchill sad ved siden af Clementine, og de indledte snart en livslang romance. Han friede til Clementine under et selskab på Blenheim Palace den 10. august 1908 i Diana-templet. Den 12. september 1908 blev de viet i St. Margaret's, Westminster. Kirken var fuld, og ceremonien blev ledet af biskoppen af St Asaph. I marts 1909 flyttede parret til Eccleston Square 33.
Deres første barn, Diana, blev født i London den 11. juli 1909. Efter fødslen flyttede Clementine til Sussex for at komme til kræfter, mens Diana blev i London med sin barnepige. Den 28. maj 1911 blev deres andet barn, Randolph, født på Eccleston Square. Deres tredje barn, Sarah, blev født den 7. oktober 1914 i Admiralitetet i London. Fødslen skete, mens Winston var sendt til Antwerpen af regeringen for at "styrke modstandsviljen i den belejrede by", efter at det var kommet frem, at belgierne havde planer om at overgive byen.
Clementine fødte sit fjerde barn, Marigold Frances Churchill, den 15. november 1918, fire dage efter den officielle afslutning på 1. verdenskrig. I begyndelsen af august 1921 blev Churchill-familiens børn overladt til mademoiselle Rose, en fransk barneplejerske i Kent. I mellemtiden rejste Clementine til Eaton Hall i Cheshire for at spille tennis med hertugen af Westminster og hans familie. I mellemtiden blev Marigold forkølet, men lod til at blive rask igen. Uden at nogen bemærkede det, gik sygdommen over til sepsis – blodforgiftning. Efter råd fra en kone tilkaldte Rose Clementine; men den 23. august 1921 døde Marigold og blev begravet på Kensal Green Cemetery tre dage senere.
Den 15. september 1922 blev Churchill-familiens sidste barn Mary født. Senere samme måned købte Churchill-familien Chartwell, som blev Winstons hjem til hans død i 1965.

## Militærtjeneste
Efter at have forladt Harrow i 1893 ansøgte Churchill om optagelse på Royal Military Academy Sandhurst. Det krævede tre forsøg, før han bestod adgangsprøven. Han søgte ind ved kavaleriet, fordi eksamenskravene var lavere end for infanteriet, og fordi han her slap for at lære matematik, som han ikke brød sig om. Han bestod som nummer 8 på et hold med 150 i december 1894,, og selv om han nu kunne være skiftet til et infanteriregiment, som hans far havde ønsket, valgte han at blive i kavaleriet og blev udnævnt til kornet (sekondløjtnant) i 4th Queen's Own Hussars den 20. februar 1895. I 1941 blev han æresoberst hos husarerne.
Churchills gage som sekondløjtnant i 4th Hussars var 300 pund årligt; men han vurderede, at han havde brug for yderligere mindst 500 pund (svarende til 59.000 pund i 2014 priser) for at kunne opretholde en levestandard som de andre officerer i regimentet. Hans mor gav ham 400 pund om året, men han brugte mange gange mere. Ifølge hans biograf Roy Jenkins var det en af årsagerne til, at han blev interesseret i at blive krigskorrespondent. Han havde ikke planer om at følge en konventionel militærkarriere, men i at udnytte enhver chance for militær indsats, og han brugte sin families indflydelse til at blive sendt i krig. Hans skribentvirksomhed gjorde ham kendt i offentligheden og skaffede ham en betydelig ekstraindkomst. Han var krigskorrespondent for adskillige Londonaviser og skrev bøger om felttogene.

### Cuba
I 1895 rejste Churchill til Cuba som observatør under Spaniens kamp mod cubanske guerillaer. Daily Graphic havde bedt ham skrive om konflikten. Til sin store fryd kom han under beskydning for første gang på sin 21-års fødselsdag. Han havde gode minder om Cuba som en "...stor, rig og smuk ø..." Mens han var på Cuba, fik han smag for havannacigarer, som han røg resten af livet. Mens han var i New York, boede han hos Bourke Cockran, en af hans mors beundrere. Bourke var en etableret amerikansk politiker og medlem af Repræsentanternes Hus. Han fik stor indflydelse på Churchill, både i hans holdning til politik og evne til at holde taler – og hans kærlighed til Amerika.
Kort efter fik han at vide, at hans barnepige, fru Everest, var døende. Han hastede tilbage til England og blev hos hende en uge, til hun døde. Han skrev i sin dagbog "Hun var min bedste ven." I De unge år skrev han: "Hun havde været min mest dyrebare og nærmeste ven i alle de tyve år, jeg havde levet."

### Indien
I begyndelsen af oktober 1896 blev han forflyttet til Bombay i Britisk Indien. Han blev anset for at være en af de bedste polospillere i sit regiment og førte sit hold til mange prestigefyldte turneringssejre.
I 1897 forsøgte Churchill at rapportere fra og om nødvendigt kæmpe i den græsk-tyrkiske krig, men krigen sluttede, inden han nåede frem. Mens han forberedte sig på orlov i England, hørte han, at tre brigader fra den britiske hær skulle indsættes mod en stamme Pashtuner i Indiens nordvestlige grænseland, og ansøgte om lov til at deltage i kampen. Han kæmpede under general Jeffery, som var chef for den brigade, der opererede i Malakand i Britisk Indiens grænseområde. Jeffery sendte ham af sted med 15 spejdere for at undersøge Mamund-dalen. Da de stødte på en fjendtlig stamme, sad soldaterne af hestene og åbnede ild. Efter en times skydning ankom deres forstærkninger i form af 35 sikher. Skydningen døde gradvis ud, og brigaden og sikherne marcherede videre. Men hundredvis af stammekrigere lå i baghold og tvang briterne til at trække sig tilbage. De trak sig tilbage og fire mand bar en såret officer, men kampen var så intens, at de var tvunget til at efterlade ham. Han blev dræbt for øjnene af Churchill. Senere skrev han om drabsmanden: "Jeg glemte i dette øjeblik alt andet end ønsket om at dræbe denne mand." Imidlertid led sikherne stadige tab, så den næstkommanderende gav Churchill besked på at få resten af mændene og drengene i sikkerhed.
Inden han trak sig tilbage, bad han om en skriftlig ordre, så han ikke kunne blive anklaget for at desertere. Han fik ordren, underskrev den i en fart og red op ad bakken og alarmerede den anden brigade, hvorefter de angreb hæren. Kampene i området trak ud i yderligere to uger, inden de døde kunne bjerges. Han skrev i sin dagbog: "Om det kunne betale sig, ved jeg ikke." En beretning om Belejringen af Malakand blev udgivet i december 1900 som The Story of the Malakand Field Force. Han modtog et honorar på 600 pund for beretningen. Under felttoget skrev han også artikler til aviserne The Pioneer og The Daily Telegraph. Hans beretning om slaget var en af de første offentliggjorte artikler, og The Daily Telegraph aflønnede ham med 5 pund pr. spalte.

### Sudan og Oldham
Churchill blev i 1898 forflyttet til Egypten. Han besøgte Luxor, inden han sluttede sig til den del af 21st Lancers, som gjorde tjeneste i Sudan under kommando af general Herbert Kitchener. Her mødte han to officerer, som han kom til at arbejde med under 1. verdenskrig: Douglas Haig, der var en kaptajn, og David Beatty, som var kaptajnløjtnant på en kanonbåd. Mens han var i Sudan, deltog han i det sidste væsentlige britiske kavaleriangreb under slaget ved Omdurman i september 1898. Han arbejdede også som krigskorrespondent for the Morning Post. I oktober 1898 var han tilbage i Storbritannien og havde påbegyndt sit to binds værk The River War, en beretning om generobringen af Sudan, som udkom året efter. Churchill tog sin afsked fra hæren med virkning fra den 5. maj 1899.
Han fik snart sin første mulighed for at komme i parlamentet, da Robert Ascroft tilbød ham at være den anden konservative kandidat i Ascrofts Oldham-kreds. Ascrofts pludselige død førte til et dobbeltvalg, og Churchill var en af kandidaterne. Som følge af den nationale tilbagegang for de konservative gik begge pladser tabt, men Churchill havde gjort indtryk ved sin ihærdige valgkamp.

### Sydafrika
Efter at det var mislykkedes at blive valgt i Oldham, var Churchill på udkig efter en anden mulighed for at fremme karrieren. Den 12. oktober 1899 brød den Anden boerkrig ud mellem Storbritannien og Boerrepublikkerne, og han blev krigskorrespondent for the Morning Post med en månedlig gage på 250 pund. Han hastede af sted for at komme med det samme skib som den nyudnævnte britiske hærchef sir Redvers Buller. Efter nogle uger i udsatte områder deltog han i en rekognoscering med et pansertog, som faldt i et baghold. Churchill blev taget til fange og ført til en krigsfangelejr i Pretoria (en omdannet skolebygning tilhørende Pretoria High School for Girls). Hans indsats under bagholdet mod pansertoget førte til spekulationer om, at han muligvis ville blive tildelt Victoriakorset, Storbritanniens højeste orden for tapperhed i kamp, men det blev ikke til noget.
Han undslap fangelejren og tilbagelagde næsten 500 kilometer til byen Lourenço Marques i det portugisiske Mozambique med hjælp fra en britisk minechef. Hans flugt gjorde ham til en national helt i Storbritannien, men i stedet for at tage hjem sluttede han sig igen til general Bullers hær, mens den marcherede for at undsætte briterne under belejringen af Ladysmith og erobringen af Pretoria. Selv om han fortsatte som krigskorrespondent, blev han også officer i South African Light Horse. Han var blandt de første britiske soldater, som red ind i Ladysmith og Pretoria. Det lykkedes ham og hans fætter, den 9. hertug af Marlborough, at komme til Pretoria før resten af hæren, og de forlangte og modtog 52 fængselsvagters overgivelse.
I år 1900 vendte Churchill tilbage til England på RMS Dunottar Castle, det samme skib, som han var sejlet med til Sydafrika otte måneder tidligere. Efter hjemkomsten udgav han London to Ladysmith via Pretoria og yderligere en bog med oplevelser fra Boerkrigen, Ian Hamilton's March. Churchill stillede igen op til parlamentet i Oldham ved valget i 1900 og blev valgt. Efter parlamentsvalget i 1900 tog han på en foredragstur i Storbritannien efterfulgt af lignende ture til De forenede Stater og Canada, hvilket indbragte ham over 5.000 pund (cirka 549.000 pund i 2014 priser).

### Territorialhæren
I 1900 tog han sin afsked fra den stående hær, og i 1902 lod han sig optage i Imperial Yeomanry, hvor han blev udnævnt til kaptajn i Queen's Own Oxfordshire Hussars den 4. januar 1902. I april 1905 blev han forfremmet til major og udpeget til at lede Henley-eskadronen af Queen's Own Oxfordshire Hussars. I september 1916 blev han overført til territorialhærens officersreserve, hvor han blev, til han trak sig tilbage i 1924, da han fyldte 50.

### Vestfronten
Churchill var marineminister – First Lord of the Admiralty – ved 1. verdenskrigs udbrud, men blev tvunget til at forlade regeringen efter det katastrofale slag ved Gallipoli. Han søgte at blive brigadechef, men lod sig nøje med at blive leder af en bataljon. Efter at have været major ved 2. bataljon af Grenadier Guards blev han 1. januar 1916 udnævnt til oberstløjtnant med kommando over 6. bataljon af Royal Scots Fusiliers, som indgik i 9. division. Breve til hans kone viser, at hans hensigt med at komme i aktiv tjeneste var at blive rehabiliteret, men det medførte en alvorlig risiko for at blive dræbt. Som bataljonschef fortsatte han med at være lige så dumdristig, som han havde været det i hele sin militære karriere, selv om han var stærk modstander af det masseslagteri, som foregik i mange af kampene på Vestfronten.
Lord Deedes henviste til Churchills erindringer ved et møde i Royal Historical Society i 2001 om, hvorfor Churchill tog til fronten: "Han var hos Grenadier Guards, som havde et tørlagt hovedkvarter. De satte stor pris på te og kondenseret mælk, som ikke lige var Winstons smag, mens alkohol var tilladt ved fronten i skyttegravene. Så han foreslog obersten, at han virkelig havde brug for at opleve krigen på nærmeste hold og tog til fronten. Det blev højt værdsat af obersten."

## Politisk karriere indtil 2. verdenskrig

### Tidlige år i parlamentet
Churchill var igen opstillet i Oldham ved valget i 1900. Efter at have vundet tog han på en foredragsturne i Storbritannien og USA, som indbragte ham 10.000 pund – hvilket svarer til 800.000 pund i vore dage. I parlamentet blev han en del af en gruppering i det konservative parti, som blev ledet af Lord Hugh Cecil – Hughliganerne. I løbet af det første år gik han imod regeringens militærudgifter og Joseph Chamberlains forslag om højere toldsatser, som havde til formål at beskytte Storbritanniens økonomiske dominans. Hans egen kreds afsatte ham praktisk taget, selv om han fortsatte med at repræsentere Oldham frem til næste valg. Efter pinseferien i 1904 skiftede han over til det liberale parti. Som liberal fortsatte han med at tale for frihandel. Da de liberale fik regeringsmagten med Henry Campbell-Bannerman som premierminister i december 1905, blev Churchill viceminister for kolonierne, og havde primært ansvar for spørgsmål i forbindelse med Sydafrika efter Boerkrigen. Fra 1903 til 1905 var Churchill også beskæftiget med at skrive Lord Randolph Churchill, et tobinds værk om sin far, som blev udgivet i 1906 og fik mange anmelderroser.
Efter at være blevet afsat af kredsen i Oldham blev Churchill bedt om at opstille i Manchesters nordvestlkreds. Han vandt i 1906 med et flertal på 1.214 og repræsenterede kredsen i to år. Da Campbell-Bannerman efterfulgtes af Herbert Henry Asquith i 1908, blev Churchill forfremmet til en egentlig regeringspost som handelsminister – President of the Board of Trade. I overensstemmelse med datidens lovgivning skulle nye ministre søge genvalg ved et suppleringsvalg. Churchill mistede sin plads, men var snart tilbage som repræsentant for Dundee-kredsen. Som handelsminister sluttede han sig til den nyudnævnte finansminister Lloyd Georges modstand mod marineminister Reginald McKennas nye budget for flåden, som involverede enorme udgifter til bygning af dreadnoughts (slagskibe), og gik samtidig ind for liberale velfærdsreformer. I 1908 fremlagde han Trade Boards Bill, som fastlagde de første minimumslønninger i Storbritannien. I 1909 etablerede han arbejdsformidlinger for at hjælpe arbejdsløse med at finde arbejde. Han bidrog til at udforme den første pensionslovgivning for arbejdsløse – National Insurance Act of 1911. Han gik ind for eugenik og deltog i udformningen af Lov om evnesvaghed af 1913, selv om den endelige lov ikke indeholdt hans foretrukne sterilisering af åndssvage i stedet for at fastholde dem på institutioner.
Churchill bidrog også til vedtagelsen af Folkets budget (People's Budget) som præsident for "Budget League", en organisation etableret som svar på oppositionens "Budget Protest League". Budgettet indeholdt nye skatter på de rige for at finansiere nye velfærdsydelser. Efter at budgetloven var vedtaget i Underhuset i 1909, blev den sendt videre til Overhuset, hvor der blev nedlagt veto mod den. De liberale afviklede herefter to parlamentsvalg i januar og december 1910 for at få mandat til at gennemføre deres reformer. Budgettet blev vedtaget efter gennemførelsen af Parlamentsloven af 1911, som han også aktivt støttede. I 1910 blev han forfremmet til indenrigsminister (Home Secretary). Hans tid på denne post var kontroversiel som følge af hans reaktion på Belejringen i Sidney Street, Tonypandy-optøjerne og suffragetterne.
I 1910 indledte nogle minearbejdere i Rhondda-dalen det, som siden blev kendt som Tonypandy-optøjerne. Politimesteren i Glamorgan anmodede om at få sendt tropper til området for at hjælpe politiet med at stoppe optøjerne. Da Churchill fik at vide, at tropperne var undervejs, lod han dem fortsætte helt til Swindon og Cardiff, men blokerede for, at de blev indsat. Den 9. november kritiserede The Times denne beslutning. Trods det har der siden floreret rygter om, at Churchill havde givet ordre til at angribe, og hans ry i Labour-kredse kom sig aldrig efter denne episode.
I begyndelsen af januar 1911 aflagde Churchill et kontroversielt besøg under belejringen i Sidney Street i London. Der er nogen usikkerhed om, hvorvidt han forsøgte at påvirke afviklingen af operationen på stedet, og hans tilstedeværelse gav anledning til megen kritik. Efter en undersøgelse udtalte Arthur Balfour: "han [Churchill] og en fotograf bragte begge værdifulde liv i fare. Jeg forstår, hvad fotografen gjorde der, men hvad foretog det højtærede medlem sig?" En af Churchills biografer, Roy Jenkins, mener, at Churchill tog derhen, blot fordi "han ikke kunne lade være med selv at opleve løjerne", og at han ikke gav ordrer.
Churchills forslag til en løsning på problemet med suffragetterne (som ønskede kvindelig stemmeret), var at afholde en folkeafstemning om spørgsmålet, men det ønskede Herbert Henry Asquith ikke, og spørgsmålet om kvinders stemmeret forblev uløst indtil efter 1. verdenskrig.
I 1911 blev Churchill marineminister, First Lord of the Admiralty, en post han beklædte et stykke ind i 1. verdenskrig. Han stod bag adskillige reformer, herunder udvikling af marineflyvning (han tog selv flyvetimer), bygning af nye og større krigsskibe, udvikling af kampvogne og overgangen fra kul til olie på flådens skibe.

### Første Verdenskrig og efterkrigskoalitionen
Den 5. oktober 1914 tog Churchill til Antwerpen, som den belgiske regering foreslog at evakuere. Royal Marine-brigaden var på stedet, og efter pres fra Churchill blev 1. og 2. Naval Brigade også indsat. Antwerpen faldt den 10. oktober, og briterne mistede 2.500 mand. Af samtiden blev han angrebet for at spilde ressourcer. Det er mere sandsynligt, at hans indsats forlængede modstanden i en uge (Belgien havde tænkt sig at overgive Antwerpen den 3. oktober), og at denne ekstra uge reddede Calais og Dunkerque.
Churchill var involveret i udviklingen af kampvogne, som blev finansieret af midler fra flådens forskningsbudget. Han var derefter leder af landskibskomiteen, som var ansvarlig for etablering af det første kampvognskorps. Selv om det 10 år senere blev betragtet som en taktisk sejr, blev det i samtiden set som misbrug af midler. I 1915 var han en af de politiske og militære ledere, som stod bag det katastrofale slag ved Gallipoli omkring Dardanellerne. Han fik meget af skylden for fiaskoen, og da premierminister Asquith dannede en samlingsregering, krævede de konservative, at han blev afskediget som en del af prisen for at deltage.
I adskillige måneder beklædte Churchill sinecureposten som kansler for Hertugdømmet Lancaster; men den 15. november trådte han ud af regeringen, da han følte, at hans talent blev spildt. Selv om han forblev medlem af parlamentet, gjorde han tjeneste på Vestfronten. Her begav han sig ud i ingenmandsland 36 gange, og hans del af fronten ved Ploegsteert blev en af de mest aktive. I marts 1916 vendte Churchill tilbage til England, efter at han var blevet rastløs i Frankrig og ønskede at tale i Underhuset. Den senere premierminister David Lloyd George kommenterede syrligt: "En dag vil du opdage, at den sindstilstand, du afslørede i (dit) brev, er årsagen til, at du ikke får tillid, selv om du skaber beundring. I hver en linje er nationens interesser overskygget af dine personlige hensyn." I juli 1917 udnævntes Churchill til rustningsminister, og i januar 1919 til krigs- og luftfartsminister. Han var hovedarkitekten bag tiårsreglen, (Ten Year Rule), et princip som lod finansministeriet styre og kontrollere den strategiske politik, udenrigspolitikken og finanspolitikken ud fra den antagelse, at der ikke kom en ny stor europæisk krig de næste fem til ti år.
En stor opgave, mens han var krigsminister, var den vestlige intervention i den Russiske borgerkrig. Churchill var en stærk tilhænger af intervention og erklærede, at Bolsjevismen skal "kvæles i sin vugge". I en splittet og løst organiseret regering sikrede han sig opbakning til intensivering og forlængelse af den britiske indsats længere end både parlamentet og folket ønskede det – og trods bitter modstand fra Labour. Efter at de sidste britiske styrker var trukket tilbage i 1920, sørgede Churchill for, at der blev sendt våben til polakkerne, da de invaderede Ukraine. Han blev koloniminister i 1921 og var en af underskriverne på den Anglo-irske traktat i 1921, som grundlagde den irske fristat. Churchill var involveret i de langvarige forhandlinger om traktaten, og for at beskytte de britiske maritime interesser fik han indføjet i traktaten at tre irske havne (Cobh, Berehaven og Lough Swilly) fortsat kunne benyttes som baser ved Atlanterhavet af Royal Navy. I 1938 blev havnene i forbindelse med indgåelse af den Anglo-irske handelsaftale mellem Neville Chamberlain og Eamon De Valera givet tilbage til Irland.
Churchill talte for, at man skulle anvende tåregas mod de kurdiske stammefolk i Irak, Selv om briterne overvejede at bruge giftgas til at slå den kurdiske opstand ned med, blev det ved overvejelser, da konventionel bombning blev anset for at være tilstrækkelig.

### Tilbage til det konservative parti, finansminister
I september 1922 trak det konservative parti sig ud af koalitionsregeringen efter et møde blandt ikke-fremtrædende parlamentsmedlemmer, som var utilfredse med håndteringen af Chanakkrisen, et skridt, som skal ses i sammenhæng med det forestående valg i oktober 1922. Churchill blev syg under valgkampen og måtte opereres for blindtarmsbetændelse, hvilket gjorde det svært for ham at føre valgkamp. Det blev ikke bedre af, at der var intern splittelse i det liberale parti. Han blev kun nummer fire i sin kreds – Dundee – og tabte til afholdsmanden Edwin Scrymgeour. Churchill sagde siden spøgende, at han forlod Dundee "uden taburet, uden mandat, uden parti og uden blindtarm". Han opstillede igen for de liberale ved valget i 1923 i Leicester, uden at blive valgt, og derpå som uafhængig, først uden at blive valgt ved et suppleringsvalg i Westminster Abbey-kredsen, men blev så endelig i 1924 valgt i Epping. Året efter sluttede han sig igen til det konservative parti. Han sagde: "Enhver kan skifte parti, men det kræver en vis snilde at skifte tilbage": Anyone can rat, but it takes a certain ingenuity to re-rat.
Churchill blev finansminister i 1924 i Stanley Baldwins regering og gennemførte den katastrofale genindførelse af guldfoden, som medførte deflation, arbejdsløshed og en minearbejderstrejke, der førte til generalstrejke i 1926. Hans beslutning, som blev bekendtgjort i finanslovsforslaget for 1924, var truffet efter lange konsultationer med forskellige økonomer som John Maynard Keynes, departementschefen (the Permanent Secretary to the Treasury), sir Otto Niemeyer og bestyrelsen for Bank of England. Beslutningen fik Keynes til at skrive The Economic Consequences of Mr. Churchill, hvori han hævdede, at genindførelsen af guldfoden til parikursen fra før 1. verdenskrig i 1925 (£1 = $4,86) ville føre til en verdensomspændende depression; men beslutningen var generelt populær og blev set som 'sund økonomi' , selv om den blev mødt med modstand fra lord Beaverbrook og den britiske industrisammenslutning (Federation of British Industries).
Churchill anså siden dette for sit livs største fejltagelse; men i samtidige diskussioner med den tidligere finansminister Reginald McKenna indrømmede Churchill, at genindførelsen af guldfoden og den heraf følgende pengeknaphed var dårlig for økonomien. I disse diskussioner fastholdt han, at beslutningen primært var politisk – en tilbagevenden til førkrigsforhold, som han var tilhænger af. I sin tale ved lovforslagets behandling sagde han: "Jeg skal sige Dem, hvad det [genindførelsen af guldfoden] vil tvinge os til. Det vil tvinge os til at se virkeligheden i øjnene."
Genindførelsen af guldfoden til den gamle kurs ramte industrien og særligt kulindustrien. Den var allerede ramt af svigtende efterspørgsel som følge af, at skibsfarten i stigende grad gik over til at bruge olie. Også britiske nøgleindustrier som tekstilindustrien kom under stigende pres på eksportmarkederne. Man regner med, at genindførelsen af guldfoden forøgede industriens omkostninger med omkring 10 %. I juli 1925 støttede en rapport fra en undersøgelseskommission mere minearbejdernes end mineejernes synspunkter. Baldwin foreslog derfor, med støtte fra Churchill, at subsidiere industrien, mens en kongelig kommission udarbejdede endnu en rapport.
Denne kommission løste ingenting, og minekonflikten førte til generalstrejken i 1926. Churchill skulle i den forbindelse have foreslået, at man brugte maskingeværer mod de strejkende minearbejdere. Da aviserne var strejkeramte udgav Churchill en regeringsavis the British Gazette, og under strejken hævdede han, at "enten knuser landet strejken, eller strejken knuser hele landet". Han hævdede også, at Benito Mussolinis fascisme havde "gjort verden en tjeneste" ved at vise "en måde at bekæmpe undergravende styrker på". Med andre ord anså Churchill Mussolinis regime for at være et bolværk mod truslen om en kommunistisk revolution. Ved en lejlighed gik Churchill så vidt, at han kaldte Mussolini for det "romerske geni ... den største lovgiver af alle"."
Folk i samtiden og senere økonomer kritiserede Churchills budgettiltag. De blev set som en håndsrækning til de velstående grupper, som levede af deres renter eller havde en fast gage (grupper som Churchill og hans omgangskreds tilhørte) på bekostning af fabrikanter og eksportører, som man vidste led under billig import og konkurrence på de traditionelle eksportmarkeder, og for at skære for kraftigt i de væbnede styrker.

### Politisk isolation
Den konservative regering tabte valget i 1929. Churchill søgte ikke at blive valgt til det konservative forretningsudvalg, partiets officielle ledelse. I løbet af de følgende to år kom Churchill til stå stadig fjernere fra partiets ledelse. Det drejede sig om beskyttelsestold og indisk selvstændighed og andre af Churchills holdninger samt hans venskab med pressebaroner, finansfolk og personer, som blev anset for at have en tvivlsom karakter. Da Ramsay MacDonald dannede den nationale samlingsregering i 1931, blev Churchill ikke bedt om at indtræde i den. Han var på lavpunktet i sin karriere, "årene i vildnisset".
Han brugte en stor del af de næste år på sit forfatterskab. Han skrev bl.a. Marlborough og hans tid (Marlborough: : His Life and Times) – en biografi om hans forfader John Churchill – og A History of the English Speaking Peoples (som først udkom efter 2. verdenskrig), Great Contemporaries foruden mange avisartikler og samlinger af taler. Han var en af sin tids bedst betalte skribenter. Hans politiske synspunkter, som blev fremført i hans Romanes Election i 1930 og udgivet under titlen Parliamentary Government and the Economic Problem (genudgivet i 1932 i hans essaysamling "Thoughts and Adventures") indeholdt opgivelse af den almindelige valgret til fordel for valgret for ejendomsbesiddere, forholdstalsvalg i de større byer og et økonomisk 'underparlament'.

#### Indisk uafhængighed
Churchill var imod Mohandas Gandhis fredelige ulydighedskampagne og den indiske uafhængighedsbevægelse i 1930'erne og hævdede, at rundbordskonferencen var "en skræmmende udsigt". Senere rapporter tyder på, at Churchill gik ind for at lade Gandhi sulte sig selv ihjel, hvis han gik i sultestrejke. I første halvdel af 1930'erne var Churchill en udtalt modstander af at give Indien status som britisk Dominion. Han var en af grundlæggerne af "India Defence League", en gruppe som ville bevare Storbritanniens herredømme i Indien. Churchill tålte ingen kompromisser. "Sandheden er," udtalte han i 1930, "at Gandhi-isme og alt, hvad den står for, må gribes og knuses." I taler og avisartikler fra denne periode forudså han omfattende arbejdsløshed i Storbritannien og civil uro i Indien, hvis landet fik sin selvstændighed. Vicekongen Lord Irwin, som var udpeget af den tidligere konservative regering, deltog i rundbordskonferencen i begyndelsen af 1931, og bekendtgjorde, at det var regeringens politik, at Indien skulle tildeles status som Dominion. Heri blev regeringen støttet af de liberale og i det mindste officielt af det konservative parti. Churchill undsagde rundbordskonferencen.
Ved et møde i West Essex Conservative Association, som var indkaldt, for at Churchill kunne forklare sin holdning, sagde han: "Det er alarmerende, og også kvalmende, at se hr. Gandhi, en oprørsk Middle-Temple advokat, der nu optræder som fakir af en slags, som er velkendt i Østen, skridte halvnøgen op ad trinene til vicekongens palads... for at forhandle på lige fod med konge-kejserens repræsentant." Han kaldte lederne af Indian National Congress for "Brahminer, som deklamerer og udtrykker principper fra vestlig liberalisme".
To hændelser forårsagede stor skade på Churchills ry i det konservative parti i denne periode. Begge blev set som angreb på de konservatives ledere. Den første var hans tale ved suppleringsvalget i Westminster St George's i april 1931. I en sikker konservativ kreds blev den officielle konservative kandidat Duff Cooper udfordret af en uafhængig konservativ. Den uafhængige konservative kandidat blev støttet af lord Rothermere, lord Beaverbrook og deres respektive aviser. Selv om den var arrangeret, inden suppleringsvalget blev udskrevet, blev Churchills tale set som en støtte til den uafhængige kandidat og som led i pressebaronens kampagne mod Baldwin. Baldwins stilling blev styrket, da Duff Cooper vandt, og da den civile ulydighedskampagne i Indien ophørte med indgåelsen af Gandhi-Irwin-pagten. Den anden hændelse drejede sig om, at Churchill hævdede, at sir Samuel Hoare og lord Derby havde presset erhvervsrådet i Manchester til at ændre i det vidnesbyrd, det havde givet til Joint Select Committee vedrørende Government of India-loven, og herved havde overskredet parlamentets beføjelser. Han fik sagen taget op i Underhusets privilegiekomite, som efter at have undersøgt sagen og hørt Churchills vidneudsagn, meddelte Underhuset, at der ikke var sket nogen overskridelse.
 Rapporten blev debatteret den 13. juni. Det lykkedes ikke Churchill at finde nogen, som støttede ham, og debatten sluttede uden afstemning.
Det kom til et permanent brud mellem Churchill og Stanley Baldwin i midten af 1930'erne som følge af spørgsmålet om indisk selvstændighed, og Churchill blev aldrig minister, mens Baldwin var premierminister. Nogle historikere mener, at hans grundholdning til Indien var den, han gav udtryk for i bogen De unge år (1931). En anden kilde til kontroversen om Churchills holdning til indiske spørgsmål drejer sig om det, nogle historikere kalder den indiske 'nationalistiske indfaldsvinkel', til hungersnøden i Bengalen i 1943, som prøver at skyde en stor del af skylden på, at tre millioner mennesker døde under hungersnøden over på Churchills krigstidsregering. Mens nogle kommentatorer har peget på afbrydelsen af det traditionelle handelssystem og dårlig administration i provinsen, hævder Arthur Herman, forfatteren af Churchill and Gandhi, at "den egentlige årsag var, at Burma blev erobret af japanerne, hvilket afskar Indien fra sin vigtigste kilde til import af ris, da den indenlandske forsyning ikke slog til ...[om end] det er sandt, at Churchill var modstander af at omdirigere fødevareforsyninger og skibe fra andre områder til Indien for at dække knapheden: Der var krig." Som svar på en hasteanmodning fra ministeren for Indien, Leo Amery og den indiske vicekonge, Archibald Wavell, om at frigive fødevarelagre til Indien, reagerede Churchill med et telegram til Wavell, hvor han skrev, at hvis fødevarerne var så knappe, "hvorfor er Gandhi så endnu ikke død."
I juli 1940, kort tid efter at han var tiltrådt posten som premierminister, hilste han rapporter om den voksende konflikt mellem den muslimske liga og den indiske kongres velkommen, idet han håbede, at "den ville blive bitter og blodig".

#### Tysklands genoprustning og konflikter i Europa og Asien
Fra 1932, hvor han gik imod dem, som ville give Tyskland ret til militær ligevægt med Frankrig, talte Churchill ofte om farerne ved Tysklands genoprustning. Han beskrev senere sig selv, især i The Gathering Storm, som en enlig stemme, der opfordrede Storbritannien til at gøre sig stærkere for at modstå det krigeriske Tyskland. men Lord Lloyd var den første, som fremsatte dette krav. Churchills holdning til de fascistiske diktatorer var tvetydig. I 1931 advarede han imod Folkeforbundets modstand mod japanerne i Manchuriet: "Jeg håber, at vi i England vil forsøge at forstå Japan, et ældgammelt rige.... På den ene side har de den mørke trussel fra Sovjetrusland. På den anden det kinesiske kaos, fire eller fem provinser, som martres under kommunistisk styre". I samtidige avisartikler omtalte han den republikanske spanske regering som en kommunistisk front og Francos hær som den "Anti-røde bevægelse". Han støttede Hoare-Laval-pagten og fortsatte frem til 1937 med at tale rosende om Benito Mussolini.
I en tale i Underhuset i 1937 sagde Churchill: "Jeg vil ikke lade som om, at hvis jeg havde valget mellem kommunisme og nazisme, at jeg da ville vælge kommunisme". I et essay fra 1935 "Hitler and his Choice", som blev genudgivet i hans bog fra 1937 Great Contemporaries, udtrykte Churchill håbet om, at Hitler, hvis han vil, og trods hans opstigning til magten ved diktatoriske midler, had og grusomhed, stadig kan "blive husket af historien, som den mand, som genskabte ære og fred i sindet i den store tyske nation og bragte den tilbage som alvorlig, hjælpsom og stærk til forreste række i det europæiske familiebillede". I sin første store tale om forsvar den 7. februar 1934 lagde Churchill vægt på behovet for at genopbygge Royal Air Force og skabe et forsvarsministerium. I sin anden tale, den 13. juli, opfordrede han til at give Folkeforbundet en ny rolle. Disse tre emner forblev hans temaer indtil begyndelsen af 1936. I 1935 var han en af grundlæggerne af The Focus, som samlede folk med forskellig politisk og erhvervsmæssig baggrund, der var enige om at 'forsvare frihed og fred'. The Focus førte til dannelsen af den meget bredere Arms and the Covenant Movement i 1936.
Churchill var på ferie i Spanien, da remilitariseringen af Rhinlandet blev indledt i februar 1936, og kom tilbage til et delt Storbritannien. Labour-oppositionen var hårdnakket modstander af sanktioner, og den nationale regering var delt mellem de, der talte for økonomiske sanktioner, og de, som sagde, at selv det ville føre til et ydmygende tilbagetog, da Frankrig ikke ville gribe ind. Churchills tale den 9. marts var moderat og blev rost af Neville Chamberlain som konstruktiv; men få uger senere blev Churchill forbigået ved udnævnelsen af minister for samordning af forsvaret til fordel for justitsminister (Attorney General) sir Thomas Inskip. Alan Taylor kaldte dette "en udnævnelse, der med rette kan beskrives som den mest usædvanlige, siden Caligula udnævnte sin hest til konsul." I juni 1936 organiserede Churchill, at en deputation af højtstående konservative, som delte hans bekymringer, mødtes med Baldwin, Chamberlain og Halifax. Han havde forsøgt at få deltagere fra de andre to partier med og skrev senere, at "Hvis lederne af Labour og de liberale havde sluttet sig til os, ville det måske have skabt en så intens politisk situation, at det havde udløst øjeblikkelig handling". I den aktuelle situation kom der ikke meget ud af mødet. Baldwin argumenterede for, at regeringen gjorde alt, hvad den kunne i betragtning af vælgernes modstand mod krig.
Den 12. november vendte Churchill tilbage til spørgsmålet i Underhuset. Efter at have givet specifikke eksempler på Tysklands krigsparathed sagde han: "Regeringen kan ganske enkelt ikke beslutte sig eller kan ikke få premierministeren til at beslutte sig, så de fortsætter med et underligt paradoks: Kun afklarede om, at de ikke er afklarede, besluttede på at være ubeslutsomme, insisterende på at være vage, fast besluttede på at lade det flyde, af al magt være magtesløs. Og således lader vi flere måneder eller flere år gå hen, som er dyrebare, ja, måske af vital betydning for Storbritanniens storhed, mens græshopperne æder".
R.R. James kaldte den en af Churchills bedste taler i denne periode. Baldwins svar lød svagt og bekymrende for Underhuset. Denne meningsudveksling gav ny opmuntring til Arms and the Covenant bevægelsen.

#### Abdikationskrisen
I juni 1936 fortalte Walter Monckton Churchill, at rygterne, om at kong Edward 8. ville gifte sig med Mrs. Wallis Simpson, var sande. Churchill frarådede et giftermål og sagde, at han anså Mrs. Simpsons nuværende giftermål som en 'sikkerhedsforanstaltning'. I november afslog han Lord Salisburys invitation til at være med i en delegation af erfarne konservative politikere uden for regeringen, som mødtes med Baldwin for at diskutere sagen. Den 25. november mødtes han, Attlee og de liberales leder Archibald Sinclair med Baldwin, hvor de officielt fik besked om kongens hensigter og blev spurgt, om de ville danne regering, hvis Baldwin og regeringen trak sig tilbage, hvis kongen ikke fulgte ministeriets råd. Både Attlee og Sinclair sagde, at de ikke ville danne regering, hvis de blev opfordret. Churchills svar var, at hans holdning var lidt anderledes, men at han ville støtte regeringen.
Abdikationskrisen kom til offentlighedens kendskab og spidsede til i de første to uger af december 1936. Her gav Churchill officielt sin støtte til kongen. Det første offentlige møde i Arms and the Covenant bevægelsen var den 3. december. Churchill var en af hovedtalerne og skrev senere, at han spontant bad om en udsættelse, inden der blev truffet en beslutning af såvel kongen som regeringen. Senere samme aften så Churchill udkastet til kongens radiotale og talte med Beaverbrook og kongens advokat om det. Den 4. december mødtes han med kongen og tilrådede igen at vente med at træffe beslutning om abdikation. Den 5. december udsendte han en lang udtalelse, hvoraf det fremgik, at ministeriet lagde et forfatningsstridigt pres på kongen for at få ham til at træffe en forhastet beslutning. Den 7. december forsøgte han at tale i Underhuset for en udsættelse. Han blev overdøvet af tilråb. Tilsyneladende rystet over den enstemmige fjendtlighed fra alle medlemmer forlod han salen.
Churchills anseelse i parlamentet og i England som helhed tog alvorlig skade. Nogle som Alistair Cooke mente, at han forsøgte at danne et kongens parti. Andre såsom Harold Macmillan var skuffede over den skade, Churchills støtte til kongen havde påført Arms and the Covenant-bevægelsen. Churchill skrev senere: "Jeg blev selv sværtet til af den offentlige mening, og der var næsten fuld enighed om, at mit politiske liv var forbi." Historikerne er delte om Churchills motiver til at støtte Edward 8. Nogle såsom A.J.P. Taylor anser det for at være et forsøg på at 'vælte regeringen af svage mænd'. Andre, heriblandt Rhode James, anser Churchills motiver for at være helt igennem ærværdige og uden bagtanker, han havde dybe følelser for kongen.

### Tilbage fra eksilet
Churchill forsøgte senere at fremstille sig selv om en isoleret stemme, som talte om behovet for at opruste mod Tyskland. Selv om det er sandt, at han kun havde få følgesvende i Underhuset i en stor del af 1930'erne, fik han fortrolige oplysninger fra personer i centraladministrationen, især utilfredse embedsmænd i krigsministeriet. "Churchill gruppen" bestod i den sidste halvdel af årtiet af ham selv, Duncan Sandys og Brendan Bracken. Den var isoleret fra de øvrige hovedgrupperinger indenfor det konservative parti som pressede på for hurtigere genoprustning og en stærkere udenrigspolitik. Churchill fortsatte med at blive konsulteret af regeringen i mange spørgsmål eller set som en alternativ leder.
Selv mens Churchill agiterede imod indisk selvstændighed, fik han hemmeligt materiale at se. Fra 1932 gav Churchills nabo major Desmond Morton med Ramsay MacDonalds godkendelse Churchill information om Tysklands styrke i luften. Fra 1930 og frem var Morton leder af en afdeling i Imperiets forsvarskomite, som havde til opgave at undersøge andre landes militære beredskab. Lord Swinton gav som minister for luftvåbenet og med Baldwins godkendelse, Churchill adgang til hemmeligt materiale i 1934.
Swinton gjorde det, selv om han vidste, at Churchill ville vedblive med at være mod regeringen, men han mente, at en vidende kritiker var bedre end en, som baserede sin kritik på rygter og sladder. Churchill var en hård kritiker af Neville Chamberlains forsoningspolitik overfor Adolf Hitler og i en tale til Underhuset sagde han direkte og profetisk: "De fik valget mellem krig og vanære. De valgte vanære, og vi får krig."

## 2. verdenskrig

### "Winston er tilbage"
Efter 2. verdenskrigs udbrud den 3. september, den dag Storbritannien erklærede Tyskland krig, blev Churchill udpeget til marineminister og fik sæde i krigskabinettet, ganske som han havde haft det i den første del af 1. verdenskrig. Da man i admiralitetet hørte om udnævnelsen sendte de et signal til flådens skibe: "Winston is back". På denne post viste han sig at være en af højest profilerede ministre under den såkaldte "Phoney War" – Spøgelseskrigen, hvor de eneste nævneværdige kampe foregik til søs. Churchill talte i begyndelsen af krigen for en forebyggende besættelse af den neutrale norske jernudskibningshavn i Narvik og de svenske jernminer i Kiruna, men Chamberlain og resten af krigskabinettet var ikke enige og operationen blev forsinket indtil tyskernes angreb på Norge.

### Den bitre start på krigen
Den 10. maj 1940, få timer inden den tyske blitzkrieg mod Frankrig indledtes med et angreb på Holland, Belgien og Luxembourg, stod det klart, at det britiske folk havde mistet tilliden til Chamberlains ledelse af krigen oven på fiaskoen i Norge, og han trak sig derfor tilbage. Herefter afslog lord Halifax at overtage posten som premierminister, fordi han ikke mente, at han kunne styre landet effektivt fra sin plads som medlem af Overhuset. Selv om det i reglen ikke tilkommer den afgående premierminister at råde kongen om efterfølgeren, ønskede Chamberlain en efterfølger, som kunne samle støtte i alle de tre store partier i Parlamentet. Et møde mellem Chamberlain, Halifax, Churchill og David Margesson (som var de konservatives gruppeformand (Chief whip) førte til at man pegede på Churchill, og som konstitutionel monark anmodede George 6. af Storbritannien Churchill om at blive premierminister. Churchills første embedsgerning var at skrive til Chamberlain og takke ham for hans støtte.
Churchill havde været blandt de første som erkendte den voksende trussel fra Hitler længe inden 2. verdenskrig brød ud, men hans advarsler blev stort set ikke fulgt. Selv om der var grupper i Storbritannien som ønskede en forhandlingsfred med det Tyskland, som tydeligvis var ved at blive stærkere, heriblandt udenrigsministeren Lord Halifax, afviste Churchill at overveje en våbenhvile med Hitlers Tyskland. Hans retorik styrkede folkeopinionen mod en fredsløsning og forberedte briterne på en lang krig. I sin tale til Underhuset den 18. juni 1940 udtrykte han det således: "Jeg forventer at slaget om England snart begynder." Ved at afvise en våbenstilstand med Tyskland hold Churchill modstanden i live i Det britiske imperium og skabte dermed grundlaget for De Allieredes modoffensiver i 1942–45, hvor Storbritannien var base for forsyning af Sovjetunionen og befrielsen af Vesteuropa.
Som reaktion på tidligere kritik af, at der ikke havde været nogen bestemt minister, som havde ansvar for krigens førelse, skabte Churchill en post som forsvarsminister, og overtog den selv. Han udnævnte straks sin ven og fortrolige Lord Beaverbrook, som var industrimand og avisbaron, til at stå for flyproduktionen. Det var Beaverbrooks forretningstalent som gjorde det muligt for Storbritannien hurtigt at forøge produktionen og udviklingen af fly, hvilket fik afgørende betydning for krigens forløb.
Churchills taler var særdeles inspirerende for de belejrede briter. Hans første tale som premierminister indeholdt den berømte sætning: "Jeg har intet andet at tilbyde end blod, sved og tårer". Han holdt kort efter to lige så berømte taler lige inden starten på slaget om England. I en af dem sagde han:
| Citat | ... vi vil kæmpe i Frankrig, vi vil kæmpe på havene og oceanerne, vi vil kæmpe med stigende tro på os selv og stigende styrke i luften, vi vil forsvare vor ø, uanset hvad det kommer til at koste, vi vil kæmpe på strandene, vi vil kæmpe på landgangsstederne, vi vil kæmpe på markerne og i gaderne, vi vil kæmpe i bjergene. Vi vil aldrig overgive os. | Citat |
|       | |       |

I den anden:
| Citat | Lad os derfor samle os om vore pligter og stå range, så selv hvis det britiske imperium og Commonwealth består i 1.000 år vil folk stadig sige: 'Dette var deres største øjeblik'. | Citat |
|       | |       |

Mens slaget om England var på sit højeste opsummerede han situationen og udtalte bl.a. de berømte ord: "Aldrig har så mange, haft så få, at takke for så meget", hvor de få var en henvisning til jagerpiloter i RAF, som vandt slaget. Han udtalte første gang disse berømte ord, da han forlod No. 11 Groups underjordiske bunker på RAF Uxbridge, som i dag er kendt som Battle of Britain Bunker den 16. august 1940. En af hans mest mindeværdige taler blev holdt den 10. november 1942 ved borgmesteren i Londons frokost (Lord Mayor's Luncheon) på Mansion House i London, hvor han kommenterede de Allieredes sejr i det andet slag om el-Alamein. Churchill sagde:
| Citat | Dette er ikke afslutningen. Det er ikke engang begyndelsen på afslutningen. Men det er måske afslutningen på begyndelsen. | Citat |
|       | |       |

Da han ikke havde meget nærende eller gode nyheder at give til det britiske folk, tog han en risiko ved med vilje i stedet at lægge vægt på farerne.
"Retorisk kraft", skrev Churchill, "er hverken medfødt eller tillært, men opdyrket." Ikke alle var imponerede af hans talegaver. Robert Menzies, som var premierminister i Australien og selv en dygtig taler, sagde om Churchill under 2. verdenskrig: "Hans sande tyran er den smukke sætning, som er så attraktiv for hans tankegang, at ubehagelige realiteter skubbes til side." En anden af hans bekendte skrev: "Han er ... slave af de ord som hans danner om ideer ... og han kan overbevise sig selv om næsten alt, hvis først det en gang har fået lov på denne måde at komme ind i hans retoriske maskineri."

### Forholdet til De forenede Stater
Churchills gode forhold til Franklin D. Roosevelt sikrede livsvigtige fødevarer, olie, våben og ammunition fra Nordamerika. Det var af den grund, at Churchill var lettet, da Roosevelt blev genvalgt i 1940. Efter at være blevet genvalgt begyndte Roosevelt straks at iværksætte en ny måde at skaffe militært udstyr og skibstransport til Storbritannien uden at der skulle penge på bordet. Roosevelt overtalte Kongressen om at betaling for denne umådelig kostbare tjeneste ville bestå i et forsvar af USA, og på den måde blev Lend-Lease sat i verden. Churchill havde 12 strategiske konferencer med Roosevelt som omfattede Atlanterhavsdeklarationen, Europa først strategien, Erklæringen om de forenede nationer og andre politikker.
Efter angrebet på Pearl Harbor var Churchills første tanke – i forventning om amerikansk hjælp – "Vi har vundet krigen!" Den 26. december 1941 talte Churchill til begge Kongressens kamre og spurgte Tyskland og Japan: "Hvad slags folk tror de vi er?" Churchill oprettede Special Operations Executive (SOE) under Hugh Daltons ministerium for økonomisk krigsførelse, som etablerede, udførte og nærede skjulte, undergrunds- og partisanoperationer i lande besat af Aksemagterne samt de britiske kommandosoldater, som kom til at danne skole for de fleste af vor tids specialstyrker.
Churchills helbred var skrøbeligt. Mens han var i Det hvide hus i december 1941 fik han et mindre hjertetilfælde, og i december 1943 fik han lungebetændelse. Trods det rejste han over 160.000 km i løbet af krigen for at mødes med ledere fra andre lande. Af sikkerhedsgrunde rejste han ofte under dæknavnet Colonel Warden.
Churchill var med til at udforme traktater som efter krigen flyttede rundt på grænserne i Europa og Asien. Disse ændringer blev diskuteret allerede i 1943. På den Anden Quebeckonference i 1944 lavede han udkast til og underskrev sammen med den amerikanske præsident Franklin D. Roosevelt en afdæmpet udgave af den oprindelige Morgenthauplan, hvori de forpligtede sig til at efter at Tyskland havde overgivet sig betingelsesløst at omdanne landet til "et land som primært havde karakter af landbrugsland." Forslagene om de europæiske grænser og øvrige aftaler blev officielt indgået af Harry S. Truman, Churchill og Joseph Stalin på Potsdamkonferencen. Churchills stærke forhold til Harry Truman var også af stor betydning for begge lande. Selv om han tydeligt var ked af at have mistet sin nære ven og modpart Roosevelt, var Churchill en enorm støtte for Truman i dennes første tid som præsident, og kaldte ham: "den slags leder verden har brug for, når den mest har brug for ham."

### Forholdet til Sovjetunionen
Da Hitler invaderede Sovjetunionen udtrykte Winston Churchill, som ellers var en hårdnakket anti-kommunist, sin støtte til Sovjetunionen. Det fik han nogen kritik for, og det foranledigede at han udtalte: "Hvis Hitler invaderede helvede, ville jeg i det mindste omtale djævelen positivt i Underhuset", hvilket ret præcist beskrev hans holdning overfor Stalin. Snart efter begyndte der imidlertid at strømme britiske våben og forsyninger til Sovjetunionen.
Aftalen om Polens grænser – dvs. grænsen mellem Polen og Sovjetunionen og mellem Tyskland og Polen, blev efter krigen set som et forræderi af polakkerne, da den blev indgået trods modstand fra den polske eksilregering i London. Det var Winston Churchill, som forsøgte at overtale Mikołajczyk, som var leder af eksilregeringen, til at acceptere Stalins krav, men det afviste Mikołajczyk. Churchill var overbevist om at den eneste måde at fjerne spændingerne mellem de to befolkninger var at flytte dem, så de befandt sig inden for de nationale grænser.
Som han uddybede det i Underhuset den 15. december 1944: "Fordrivelse er den metode, som, så vidt vi kan se, vil være den mest tilfredsstillende og varige. Der bliver ingen blanding af befolkninger, som kan medføre endeløse problemer ... der bliver lavet et rent snit. Jeg er ikke bekymret over disse overførsler, som er mere gennemførlige under moderne betingelser." Men fordrivelsen af tyskerne efter 2. verdenskrig blev gennemført på en måde som medførte mange lidelser og ifølge en rapport fra det vesttyske flygtningeministerium fra 1966 medførte, at 2,1 mio. mennesker døde. Churchill var modstander af Sovjetunionens faktiske anneksion af Polen og skrev bittert om det i sine bøger, men han var ude af stand til at forhindre det ved konferencerne.
I oktober 1944 var han og Anthony Eden i Moskva for at forhandle med de russiske ledere. Nu var sovjetiske styrker begyndt at trænge ind i forskellige østeuropæiske lande. Churchill havde den holdning, at indtil alt var blevet formelt og ordentligt forhandlet på plads ved Jaltakonferencen, måtte der indgås en midlertidig aftale om, hvem der styrede hvad. Det vigtigste af disse møder blev holdt den 9. oktober 1944 i Kreml mellem Churchill og Stalin. På mødet blev det polske spørgsmål og problemerne på Balkan diskuteret. Churchill erindrede sin tale til Stalin på denne dag:
| Citat | Lad os komme til en aftale om vore affærer på Balkan. Deres hære er i Rumænien og Bulgarien. Vi har interesser, missioner og agenter der. Lad os ikke komme på tværs over småting. Hvad angår Storbritannien og Rusland, hvad ville De sige til at have 90% indflydelse i Rumænien, mens vi har 90% i f.eks. Grækenland, og fifty-fifty i Jugoslavien? | Citat |
|       | |       |

Stalin gik ind på denne procentaftale og skrev den ned på et stykke papir, da han hørte oversættelsen. I 1958, fem år efter at beretningen om dette møde blev offentliggjort (i Churchills Den anden Verdenskrig), afviste myndighederne i Sovjetunionen af Stalin gik ind på det "imperialistiske forslag".
En af konklusionerne på Jaltakonferencen var at de Allierede ville hjemsende alle sovjetborgere, som befandt sig i de allierede zoner til Sovjetunionen. Det omfattede dels de sovjetiske krigsfanger, som blev befriet af de vestallierede, dels alle østeuropæiske flygtninge. Aleksandr Solsjenitsyn kaldte Operation Keelhaul "den sidste hemmelighed fra 2. verdenskrig." Denne operation afgjorde skæbnen for op imod 2 mio. efterkrigsflygtninge, som var undsluppet fra Østeuropa.

### Kontroversen om bombardementet af Dresden
Mellem den 13. og 15. februar 1945 angreb britiske og amerikanske bombefly den tyske by Dresden, som var fyldt ved sårede og flygtninge. På grund af byens kulturelle betydning og antallet af civile ofre kort før krigens slutning, er dette fortsat en af de mest kontroversielle af de Vestallieredes handlinger under krigen. Efter bombardementet udtalte Churchill i et tophemmeligt telegram: 
Det forekommer mig, at tidspunktet er kommet hvor spørgsmålet om bombardement af tyske byer for at øge terroren, om end under andre påskud, bør genovervejes ... Jeg føler et behov for mere præcis koncentration om militære mål såsom olie og kommunikationsmidler bag den umiddelbare kampzone frem for rene terrorhandlinger og formålsløs ødelæggelse, uanset hvor imponerende.

Efter fornyet overvejelse, og under pres fra stabscheferne og som reaktion på de synspunkter som blev fremført af bl.a. Sir Charles Portal (stabschef for luftvåbenet) og Sir Arthur Harris (øverstkommanderende for RAF Bomber Command), trak Churchill sit memorandum tilbage og udsendte et nyt. Denne endelige version af memorandummet, som blev færdig den 1. april 1945, lød:
Det forekommer mig, at tidspunktet er kommet hvor spørgsmålet om såkaldte 'område-bombning' af tyske byer skal genovervejes i forhold til vore egne interesser. Hvis vi får kontrol over et helt ødelagt land, vil der være mangel på indkvartering for os selv og vore allierede ... Vi må sørge for, at vore angreb ikke gør mere skade på os selv på langt sigt end på fjendens krigsindsats.
I sidste ende lå ansvaret for den britiske del i angrebet hos Churchill; det er årsag til, at han blev kritiseret for at tillade bombardementet. Den tyske historiker Jörg Friedrich hævder at "Winston Churchills beslutning om at områdebombe et ødelagt Tyskland mellem januar og maj 1945 var en krigsforbrydelse". 2006 stillede filosoffen A. C. Grayling spørgsmålstegn ved hele den strategiske bombekampagne fra RAF og talte for, at selv om det ikke var en krigsforbrydelse, var det en moralsk forbrydelse, som undergraver de Allieredes påstand om at udkæmpe en retfærdig krig. På den anden side er det også fremført, at Churchills involvering i bombardementet af Dresden var baseret på de strategiske, politiske og taktiske aspekter af at vinde krigen. Ødelæggelsen af Dresden, uanset hvor voldsom den var, blev gennemført med henblik på at fremskynde Tysklands nederlag. Som historikeren og journalisten Max Hastings skrev i en artikel med underoverskriften "the Allied Bombing of Dresden": "Jeg mener, at det er forkert at betegne strategisk bombardement som en krigsforbrydelse, for det kan ses, som om der er moralsk ligevægt til nazisternes handlinger. Bombardementerne var et alvorligt omend misforstået forsøg på at opnå Tysklands militære nederlag". Den britiske historiker Frederick Taylor hævder, at "alle parter bombarderede hinandens byer under krigen. En halv million sovjetiske borgere døde f.eks. ved tyske bombardementer under invasionen og besættelsen af Rusland. Det er nogenlunde det samme som antallet af tyske borgere, som døde under allierede angreb; men de allierede bombardementer var knyttet til militære operationer og ophørte, så snart de militære operationer sluttede."

### Afslutningen på 2. verdenskrig
I juni 1944 invaderede de allierede Normandiet og trængte i løbet af det følgende år de tyske styrker tilbage til Tyskland. Efter angreb fra tre sider af de Allierede, og trods fejlslagne allierede operationer som Operation Market Garden samt tyske modangreb som Ardenneroffensiven, blev Tyskland besejret til sidst . Den 7. maj 1945 modtog de Allierede Tysklands overgivelse i SHAEF hovedkvarteret i Rheims. Samme dag meddelte John Snagge i BBC at den 8. maj ville blive VE-dag. På VE-dagen meddelte Churchill i radioen, at Tyskland havde overgivet sig, at og at en endelig våbenhvile på alle fronter ville træde i kraft et minut efter midnat samme aften. Senere talte Churchill til en enorm menneskemængde i Whitehall og sagde: "Dette er jeres sejr." Folkemængden svarede: "Nej, det er din", og herefter sang Churchill for til Land of Hope and Glory. Om aftenen talte han igen i radioen og understregede, at Japan ville blive besejret i de kommende måneder. Japanerne overgav sig den 15. august 1945.
Mens Europa fejrede freden efter seks års krig, var Churchill bekymret for at festlighederne snart ville blive afbrudt. Han konkluderede, at Storbritannien og USA måtte være forberedt på at den Røde Hær ville ignorere aftalte grænsedragninger og aftaler i Europa og forberede sig på at "påtvinge Rusland De forenede Stater og det britiske imperiums vilje." Operation Unthinkable planen, som Churchill havde beordret udarbejdet, og som blev forberedt af britiske styrker, kunne den 3. verdenskrig være begyndt den 1. juli 1945 med et pludseligt angreb på de allierede sovjetiske styrker. Planen blev afvist af de britiske stabschefer som militært uigennemførlig.

## Oppositionsleder
Selv om Churchills indsats i 2. verdenskrig havde givet ham stor opbakning i den britiske befolkning, blev han slået ved valget i 1945. Der er peget på mange årsager hertil, vel nok primært, at der i befolkningen var et ønske om store reformer, og at manden som havde været den rigtige til at lede Storbritannien i krig ikke blev anset for den rette til at lede landet i fredstid.
I seks år var han leder af oppositionen. I de år fortsatte Churchill med at have betydning for verdenspolitikken. Den 5. marts 1946 holdt han på Westminster College i Fulton, Missouri i USA sin berømte Fultontale om Sovjetunionen og skabelsen af Østblokken, hvor han lancerede begrebet Jerntæppet:

Fra Stettin ved Østersøen til Trieste ved Adriaterhavet har et jerntæppe sænket sig over kontinentet. Bag det ligger alle hovedstæderne i de gamle lande i Central- og Østeuropa: Warszawa, Berlin, Prag, Wien, Budapest, Beograd, Bukarest og Sofia, alle disse berømte byer og befolkningerne omkring dem befinder sig i det, jeg må kalde den sovjetiske sfære.
Harry S. Truman ledsagede Churchill på den ti timer lange togrejse til Fulton og overværede talen, som skabte begejstring i hans hjemstat. Personligt anså Truman talen som en bekræftelse af George F. Kennans synspunkter i Det lange Telegram. På togrejsen tabte Churchill i øvrigt stort i poker til Truman og dennes rådgivere. Churchill betegnes i øvrigt som en spillernatur, der bl.a. også gerne spillede Bezique, hvilket han lærte under Boerkrigen.
På denne tur talte Churchill også kraftigt for at Storbritannien skulle stå uden for kul og stålunionen, som han anså for at være et fransk-tysk projekt. Han mente at Storbritanniens plads var adskilt fra kontinentet og nærmere landene i Commonwealth og USA – den såkaldte Anglosfære.
Churchill beklædte posten som Deputy Lieutenant (DL) af Kent i 1949.

## Anden periode som premierminister

### Tilbage som premierminister og det britiske imperiums opløsning
Efter valget i 1951 vendte Churchill tilbage som forsvarsminister fra oktober 1951 til januar 1952. Han var samtidig premierminister, en post han beklædte til sin tilbagetræden i april 1955. Idenrigspolitikken blev i denne periode overskygget af udenrigspolitiske kriser, som til dels skyldtes at Storbritanniens militære og politiske position var voldsomt svækket efter 2. verdenskrig. Churchill var en stærk fortaler for, at Storbritannien fortsat skulle deltage aktivt i verdenspolitikken, hvilket hans afsendelse af britiske tropper til Kenya for at nedkæmpe Mau Mau-oprøret var et eksempel på. Han forsøgte at fastholde hvad han kunne af det britiske imperium og udtalte: "Jeg vil ikke være vidne til en sønderlemmelse."

### Krig i Malaya
Det blev fulgt af en krise i Britisk Malaya. Her var en opstand mod det britiske styre brudt ud i 1948. Også her havde Churchills regering arvet en krise, og Churchill indsatte militæret mod oprørerne, samtidig med at han søgte at skabe en alliance med resten af befolkningen. Samtidig med at oprøret langsomt blev nedkæmpet, stod det klart, at det ikke var muligt fortsat at styre området som koloni fra Storbritannien.

### Forholdet til De forenede Stater
Churchill brugte også en stor del af sin regeringstid på at pleje det anglo-amerikanske forhold, og selv om Churchill ikke altid var enig med præsident Dwight D. Eisenhower, forsøgte Churchill at fastholde det særlige forhold til De forenede Stater. Han gennemførte fire officielle besøg i USA under sin anden periode som premierminister.

### Rækken af slagtilfælde
Churchill blev ramt af et mindre slagtilfælde, mens han var på ferie i Sydfrankrig i sommeren 1949. I juni 1953 blev Churchill ramt af et mere alvorligt slagtilfælde i premierministerens officielle bolig i Downing Street 10 i London. Hverken offentligheden eller parlamentet blev informeret om det, men fik blot at vide, at Churchill led af træthed. Han tog ud til sin landejendom, Chartwell, for at komme sig efter slagtilfældet, som havde påvirket hans evne til at tale og gå. Han vendte tilbage til offentligheden i oktober for at holde tale ved et konservativt årsmøde i Margate. I erkendelse af at han skrantede både fysisk og psykisk tog Churchill sin afsked i 1955 og blev fulgt af Anthony Eden. Han blev ramt af endnu et mindre slagtilfælde i december 1956.

## Otium og død
Elizabeth 2. tilbød at udnævne Churchill til hertug af London, men det blev afslået på grund af indvendinger fra hans søn Randolph, som ville have arvet titlen ved sin fars død. Efter at være trådt tilbage som premierminister brugte Churchill mindre tid i parlamentet, og ved valget i 1964 genopstillede han ikke.
Som menigt parlamentsmedlem tilbragte Churchill det meste af sin tid på Chartwell og i sit hjem ved Hyde Park Gate i London. Ved valget i 1959 faldt hans flertal med over 1.000 stemmer, da mange unge vælgere ikke kunne støtte en 85-årig, som kun kunne komme ind i Underhuset i kørestol. Efterhånden som han fysiske og mentale formåen svigtede, blev han stadig mere depressiv – noget han havde kæmpet imod i mange år. Der var tale om at Churchill måske havde Alzheimers sygdom i sine sidste år, selv om andre hævder at hans svækkelse alene skyldtes slagtilfældene. I 1963 udnævnte præsident John F. Kennedy på baggrund af en vedtagelse i Kongressen Churchill til amerikansk æresborger, men han var ude af stand til at møde op ved ceremonien i Det Hvide Hus. Trods sit dårlige helbred forsøgte Churchill stadig at være aktiv i offentligheden, og Sankt Georgs dag i 1964, sendte han en lykønskning til veteranerne fra Zeebrugge angrebet i 1918, som deltog i en mindegudstjeneste i Deal, Kent, hvor to af de faldne fra angrebet lå begravet. Den 15. januar 1965 blev Churchill ramt af et kraftigt slagtilfælde. Han døde ni dage senere i sit hjem i en alder af 90 år om morgenen den 24. januar 1965, præcis 70 år efter sin fars død.

### Begravelse
Efter kongeligt dekret lå hans lig på lit de parade i tre dage, og der blev afholdt statsbegravelse i St Paul's Cathedral. Helt usædvanligt deltog dronningen i begravelsen. Da hans blyforede kiste blev sejlet op ad Themsen sænkede havnearbejderne kranernes master som salut. Der blev affyret 19 kanonskud som til et statsoverhoved og 16 RAF jagere fløj over området. Kisten blev ført til Waterloo Station, hvor den blev lagt i et særligt begravelsestog, som kørte til Bladon. Ved begravelsen var der samlet et af de største antal statsmænd nogensinde. Begravelsestoget, som bestod af Pullman-vogne rummede den sørgende familie og blev trukket af Bulleid Pacific damplokomotivet No. 34051 "Winston Churchill". På markerne langs ruten og på de stationer, som toget passerede, stod tusinder af tilskuere i stilhed for at give en sidste hyldest. Efter Churchills ønske blev han begravet på familiegravstedet ved St Martin's Church i Bladon ved Woodstock i nærheden af hans fødested på Blenheim Palace. Churchills begravelsesvogn – Southern Railway vogn nr. S2464S – indgår nu i et bevaringsprojekt i Swanage Railway, efter at den var kommet tilbage til Storbritannien fra USA, hvortil den blev eksporteret i 1965.
I 1965 blev en mindetavle over Churchill, som var udført af gravøren Reynolds Stone, placeret i Westminster Abbey.

## Churchill som kunstner, historiker og forfatter
Winston Churchill var en dygtig kunstner og havde stor fornøjelse af at male, især efter hans tilbagetræden som marineminister i 1915. Han fandt et fristed i kunsten, hvor han kunne overvinde de depressioner, som ramte ham livet igennem. Som William Rees-Mogg har skrevet: "I sit eget liv måtte han lide under depressionens 'sorte hund', men i hans landskaber og stilleben-billeder er der ingen tegn på depressioner." Churchill blev overtalt til at male og oplært af sin kunstnerven Paul Maze, som han traf under 1. verdenskrig. Maze havde stor indflydelse på Churchills malerier og blev en livslang malerven. Han er bedst kendt for sine impressionistiske landskaber, hvor af mange blev malet på ferier i Sydfrankrig, Ægypten og Marokko. Han holdt fast i sin hobby hele livet, og malede hundredvis af malerier, hvoraf mange kan ses på Chartwell og i private samlinger. Nogle af hans billeder kan ses i Wendy og Emery Reves samlingen på Dallas Museum of Art. Emery Reves og Winston Churchill var nære venner og Churchill besøgte ofte Emery og hans kone i deres villa i Sydfrankrig (villa La Pausa, som blev bygget i 1927 til Coco Chanel). Villaen blev genopført inden for museet i 1985 med et galleri af billeder og memorabilia fra sir Winston Churchill. De fleste af hans værker er oliemalerier og forestiller landskaber, men han malede også indendørs motiver og portrætter.
På grund af tidsmangel malede Churchill kun et enkelt billede under 2. verdenskrig. Det blev malet fra tårnet på Villa Taylor i Marrakesh.
Trods sin livslange berømmelse og overklassebaggrund var det altid en kamp for Churchill at fastholde sin indkomst på et niveau, hvor han kunne fastholde sin ekstravagante livsstil. Indtil 1946 fik parlamentsmedlemmer kun en beskeden betaling og før 1911 fik de slet intet, så mange ernærede sig ved et erhverv. Fra hans første bog i 1898 og til hans 2. periode som premierminister stammede Churchills indkomst næsten udelukkende fra bøger og artikler til aviser og blade. De berømteste artikler stod i Evening Standard fra 1936 og indeholdt advarsler mod Hitler og faren ved appeasement.
Churchill var også en flittig forfatter. Han skrev en roman, to biografier, tre bind erindringer og adskillige historiebøger foruden mange avisartikler. Han blev tildelt Nobelprisen i litteratur i 1953 "for hans historiske og biografiske beskrivelser samt hans veltalende forsvar for vigtige menneskelige værdier". To af hans mest berømte værker blev udgivet, efter at hans første periode som premierminister gjorde ham verdensberømt. Det var et 6-binds værk om 2. verdenskrig og et 4-binds værk om de engelsktalende folks historie.
Han var også amatørbrolægger og byggede havemure og et hus på Chartwell. I den forbindelse blev han medlem af byggearbejdernes fagforening.

## Berømte citater
I det britiske parlament 4. juni 1940 "We shall fight on the beaches"-talen. udtaler Churchill bl.a.: "We shall go on to the end, we shall fight in France, we shall fight on the seas and oceans, we shall fight with growing confidence and growing strength in the air, we shall defend our Island, whatever the cost may be, we shall fight on the beaches, we shall fight on the landing grounds, we shall fight in the fields and in the streets, we shall fight in the hills; we shall never surrender..".
Som kommentar til sin modstand mod Neville Chamberlains Appeasement-politik har Churchill udtalt: "En fortaler for fredsbevægelsen er en person, som fodrer en krokodille i håbet om, at han er den sidste, der bliver ædt."
I Underhuset udbrød labourmedlemmet Bessie Braddock: "Winston, De er beruset", hvortil Churchill svarede, "Og De, frue, er grim. Men jeg bliver ædru i morgen tidlig, mens de forbliver grim." 
I en debat i underhuset udbryder Nancy Astor: “Sir, hvis De var min mand, ville jeg give Dem gift.” Churchill svarer uden tøven: “Hvis jeg var Deres mand, ville jeg tage den.” 

## Æresbevisninger
Udover statsbegravelsen modtog Churchill en lang række æresbevisninger. Han var den første, som blev amerikansk æresborger. I 1950 blev Churchill tildelt den danske elefantorden. Samme år modtog han Sonningprisen på Københavns Universitet, hvor han samtidig blev udnævnt til æresdoktor.
Churchill fik ikke Nobels fredspris, men fik i stedet Nobelprisen i litteratur i 1953, ikke mindst for sit 6-bindsværk om 2. verdenskrig. Ved en afstemning på BBC i 2002 om de 100 største briter blev han valgt som "The Greatest of Them All", efter at omkring 1 mio. havde stemt. Churchill blev også udpeget til en af verdenshistoriens mest indflydelsesrige ledere af Time. Churchill College, Cambridge blev grundlagt i 1958 og opkaldt efter ham.

### Æresdoktorater
- University of Rochester (doktor i jura) i 1941[225]
- Harvard University i Cambridge, Massachusetts (doktor i jura) i 1943
- McGill University i Montreal, Canada (doktor i jura) i 1944
- Westminster College i Fulton, Missouri 5. marts 1946
- Leiden universitet i Holland, æresdoktor i 1946
- University of Miami i Miami, Florida i 1947
- Københavns Universitet i 1950

## Forfædre
|  |                                                        |  |  |  |  |  |  |  |  |  |  |  |  |  |  |  |
|  | 16. George Spencer-Churchill, 5. hertug af Marlborough |  |  |  |  |  |  |  |  |  |  |  |  |  |  |  |
|  |                                                        |  |  |  |  |  |  |  |  |  |  |  |  |  |  |  |
|  |                                                        |  |  |  |  |  |  |  |  |  |  |  |  |  |  |  |
|  | 8. George Spencer-Churchill, 6. hertug af Marlborough  |  |  |  |  |  |  |  |  |  |  |  |  |  |  |  |
|  |                                                        |  |  |  |  |  |  |  |  |  |  |  |  |  |  |  |
|  |                                                        |  |  |  |  |  |  |  |  |  |  |  |  |  |  |  |
|  | 17. Lady Susan Stewart                                 |  |  |  |  |  |  |  |  |  |  |  |  |  |  |  |
|  |                                                        |  |  |  |  |  |  |  |  |  |  |  |  |  |  |  |
|  |                                                        |  |  |  |  |  |  |  |  |  |  |  |  |  |  |  |
|  | 4. John Spencer-Churchill, 7. hertug af Marlborough    |  |  |  |  |  |  |  |  |  |  |  |  |  |  |  |
|  |                                                        |  |  |  |  |  |  |  |  |  |  |  |  |  |  |  |
|  |                                                        |  |  |  |  |  |  |  |  |  |  |  |  |  |  |  |
|  | 18. George Stewart, 8th Earl of Galloway               |  |  |  |  |  |  |  |  |  |  |  |  |  |  |  |
|  |                                                        |  |  |  |  |  |  |  |  |  |  |  |  |  |  |  |
|  |                                                        |  |  |  |  |  |  |  |  |  |  |  |  |  |  |  |
|  | 9. Lady Jane Stewart                                   |  |  |  |  |  |  |  |  |  |  |  |  |  |  |  |
|  |                                                        |  |  |  |  |  |  |  |  |  |  |  |  |  |  |  |
|  |                                                        |  |  |  |  |  |  |  |  |  |  |  |  |  |  |  |
|  | 19. Lady Jane Bailey Paget                             |  |  |  |  |  |  |  |  |  |  |  |  |  |  |  |
|  |                                                        |  |  |  |  |  |  |  |  |  |  |  |  |  |  |  |
|  |                                                        |  |  |  |  |  |  |  |  |  |  |  |  |  |  |  |
|  | 2. Lord Randolph Spencer-Churchill                     |  |  |  |  |  |  |  |  |  |  |  |  |  |  |  |
|  |                                                        |  |  |  |  |  |  |  |  |  |  |  |  |  |  |  |
|  |                                                        |  |  |  |  |  |  |  |  |  |  |  |  |  |  |  |
|  | 20. Robert Stewart, 1. Marquess of Londonderry         |  |  |  |  |  |  |  |  |  |  |  |  |  |  |  |
|  |                                                        |  |  |  |  |  |  |  |  |  |  |  |  |  |  |  |
|  |                                                        |  |  |  |  |  |  |  |  |  |  |  |  |  |  |  |
|  | 10. Charles Vane, 3. Marquess af Londonderry           |  |  |  |  |  |  |  |  |  |  |  |  |  |  |  |
|  |                                                        |  |  |  |  |  |  |  |  |  |  |  |  |  |  |  |
|  |                                                        |  |  |  |  |  |  |  |  |  |  |  |  |  |  |  |
|  | 21. Lady Frances Pratt                                 |  |  |  |  |  |  |  |  |  |  |  |  |  |  |  |
|  |                                                        |  |  |  |  |  |  |  |  |  |  |  |  |  |  |  |
|  |                                                        |  |  |  |  |  |  |  |  |  |  |  |  |  |  |  |
|  | 5. Lady Frances Vane-Stewart                           |  |  |  |  |  |  |  |  |  |  |  |  |  |  |  |
|  |                                                        |  |  |  |  |  |  |  |  |  |  |  |  |  |  |  |
|  |                                                        |  |  |  |  |  |  |  |  |  |  |  |  |  |  |  |
|  | 22. Sir Henry Vane-Tempest, 2. Baronet af Wynyard      |  |  |  |  |  |  |  |  |  |  |  |  |  |  |  |
|  |                                                        |  |  |  |  |  |  |  |  |  |  |  |  |  |  |  |
|  |                                                        |  |  |  |  |  |  |  |  |  |  |  |  |  |  |  |
|  | 11. Lady Frances Vane-Tempest                          |  |  |  |  |  |  |  |  |  |  |  |  |  |  |  |
|  |                                                        |  |  |  |  |  |  |  |  |  |  |  |  |  |  |  |
|  |                                                        |  |  |  |  |  |  |  |  |  |  |  |  |  |  |  |
|  | 23. Anne Katherine McDonnell, 2. grevinde af Antrim    |  |  |  |  |  |  |  |  |  |  |  |  |  |  |  |
|  |                                                        |  |  |  |  |  |  |  |  |  |  |  |  |  |  |  |
|  |                                                        |  |  |  |  |  |  |  |  |  |  |  |  |  |  |  |
|  | 1. Winston Churchill                                   |  |  |  |  |  |  |  |  |  |  |  |  |  |  |  |
|  |                                                        |  |  |  |  |  |  |  |  |  |  |  |  |  |  |  |
|  |                                                        |  |  |  |  |  |  |  |  |  |  |  |  |  |  |  |
|  | 24. Aaron Jerome                                       |  |  |  |  |  |  |  |  |  |  |  |  |  |  |  |
|  |                                                        |  |  |  |  |  |  |  |  |  |  |  |  |  |  |  |
|  |                                                        |  |  |  |  |  |  |  |  |  |  |  |  |  |  |  |
|  | 12. Isaac Jerome                                       |  |  |  |  |  |  |  |  |  |  |  |  |  |  |  |
|  |                                                        |  |  |  |  |  |  |  |  |  |  |  |  |  |  |  |
|  |                                                        |  |  |  |  |  |  |  |  |  |  |  |  |  |  |  |
|  | 25. Elizabeth Ball                                     |  |  |  |  |  |  |  |  |  |  |  |  |  |  |  |
|  |                                                        |  |  |  |  |  |  |  |  |  |  |  |  |  |  |  |
|  |                                                        |  |  |  |  |  |  |  |  |  |  |  |  |  |  |  |
|  | 6. Leonard Walter Jerome                               |  |  |  |  |  |  |  |  |  |  |  |  |  |  |  |
|  |                                                        |  |  |  |  |  |  |  |  |  |  |  |  |  |  |  |
|  |                                                        |  |  |  |  |  |  |  |  |  |  |  |  |  |  |  |
|  | 26. Reuben Murray                                      |  |  |  |  |  |  |  |  |  |  |  |  |  |  |  |
|  |                                                        |  |  |  |  |  |  |  |  |  |  |  |  |  |  |  |
|  |                                                        |  |  |  |  |  |  |  |  |  |  |  |  |  |  |  |
|  | 13. Aurora Murray                                      |  |  |  |  |  |  |  |  |  |  |  |  |  |  |  |
|  |                                                        |  |  |  |  |  |  |  |  |  |  |  |  |  |  |  |
|  |                                                        |  |  |  |  |  |  |  |  |  |  |  |  |  |  |  |
|  | 27. Sarah Guthrie                                      |  |  |  |  |  |  |  |  |  |  |  |  |  |  |  |
|  |                                                        |  |  |  |  |  |  |  |  |  |  |  |  |  |  |  |
|  |                                                        |  |  |  |  |  |  |  |  |  |  |  |  |  |  |  |
|  | 3. Jennie Jerome                                       |  |  |  |  |  |  |  |  |  |  |  |  |  |  |  |
|  |                                                        |  |  |  |  |  |  |  |  |  |  |  |  |  |  |  |
|  |                                                        |  |  |  |  |  |  |  |  |  |  |  |  |  |  |  |
|  | 28. Ambrose Hall                                       |  |  |  |  |  |  |  |  |  |  |  |  |  |  |  |
|  |                                                        |  |  |  |  |  |  |  |  |  |  |  |  |  |  |  |
|  |                                                        |  |  |  |  |  |  |  |  |  |  |  |  |  |  |  |
|  | 14. Ambrose Hall                                       |  |  |  |  |  |  |  |  |  |  |  |  |  |  |  |
|  |                                                        |  |  |  |  |  |  |  |  |  |  |  |  |  |  |  |
|  |                                                        |  |  |  |  |  |  |  |  |  |  |  |  |  |  |  |
|  | 29. Mehitable Beach                                    |  |  |  |  |  |  |  |  |  |  |  |  |  |  |  |
|  |                                                        |  |  |  |  |  |  |  |  |  |  |  |  |  |  |  |
|  |                                                        |  |  |  |  |  |  |  |  |  |  |  |  |  |  |  |
|  | 7. Clarissa Hall                                       |  |  |  |  |  |  |  |  |  |  |  |  |  |  |  |
|  |                                                        |  |  |  |  |  |  |  |  |  |  |  |  |  |  |  |
|  |                                                        |  |  |  |  |  |  |  |  |  |  |  |  |  |  |  |
|  | 30. David Willcox                                      |  |  |  |  |  |  |  |  |  |  |  |  |  |  |  |
|  |                                                        |  |  |  |  |  |  |  |  |  |  |  |  |  |  |  |
|  |                                                        |  |  |  |  |  |  |  |  |  |  |  |  |  |  |  |
|  | 15. Clarissa Willcox                                   |  |  |  |  |  |  |  |  |  |  |  |  |  |  |  |
|  |                                                        |  |  |  |  |  |  |  |  |  |  |  |  |  |  |  |
|  |                                                        |  |  |  |  |  |  |  |  |  |  |  |  |  |  |  |
|  | 31. Anna Baker                                         |  |  |  |  |  |  |  |  |  |  |  |  |  |  |  |
|  |                                                        |  |  |  |  |  |  |  |  |  |  |  |  |  |  |  |
|  |                                                        |  |  |  |  |  |  |  |  |  |  |  |  |  |  |  |

## Historiske registreringer
- 14. august 1941 - Winston Churchill og Franklin D. Roosevelt underskriver Atlanterhavserklæringen, en hensigtserklæring om verden efter 2. verdenskrig. Den regnes som det første skridt henimod oprettelsen af NATO

### Primære kilder (engelsk)
- Churchill, Winston. The World Crisis. 6 vols. (1923–31); one-vol. ed. (2005). [On World War I.]
- –––. The Second World War. 6 vols. (1948–53)
- Coombs, David, ed., with Minnie Churchill. Sir Winston Churchill: His Life through His Paintings. Fwd. by Mary Soames. Pegasus, 2003. ISBN 0-7624-2731-0. [Other editions entitled Sir Winston Churchill's Life and His Paintings and Sir Winston Churchill: His Life and His Paintings. Includes illustrations of approx. 500–534 paintings by Churchill.]
- Gilbert, Martin. In Search of Churchill: A Historian's Journey (1994). [Memoir about editing the following multi-volume work.]
- –––, ed. Winston S. Churchill. An 8 volume biography begun by Randolph Churchill, supported by 15 companion vols. of official and unofficial documents relating to Churchill. 1966–

I. Youth, 1874–1900 (2 vols., 1966);
II. Young Statesman, 1901–1914 (3 vols., 1967);
III. The Challenge of War, 1914–1916 (3 vols., 1973). ISBN 0-395-16974-7 (10) and ISBN 978-0-395-16974-2 (13);
IV. The Stricken World, 1916–1922 (2 vols., 1975);
V. The Prophet of Truth, 1923–1939 (3 vols., 1977);
VI. Finest Hour, 1939–1941: The Churchill War Papers (2 vols., 1983);
VII. Road to Victory, 1941–1945 (4 vols., 1986);
VIII. Never Despair, 1945–1965 (3 vols., 1988).
- James, Robert Rhodes, ed. Winston S. Churchill: His Complete Speeches, 1897–1963. 8 vols. London: Chelsea, 1974.
- Knowles, Elizabeth. The Oxford Dictionary of Twentieth Century Quotations. Oxford, Eng.: Oxford University Press, 1999. ISBN 0-19-860103-4. ISBN 978-0-19-860103-6. ISBN 0-19-866250-5. ISBN 978-0-19-866250-1.
- Loewenheim, Francis L. and Harold D. Langley, eds; Roosevelt and Churchill: Their Secret Wartime Correspondence (1975).

### Sekundære kilder
- Beschloss, Michael R. (2002). The Conquerors: Roosevelt, Truman and the Destruction of Hitler's Germany, 1941–1945. New York: Simon & Schuster. ISBN 9780684810270. OCLC 50315054.
- Best, Geoffrey (2003) [First published 2001]. Churchill: A Study in Greatness. Oxford: Oxford University Press. ISBN 9781852852535. OCLC 50339762.
- Blake, Robert (1997). Winston Churchill. Pocket Biographies. Stroud: Sutton Publishing. ISBN 9780750915076. OCLC 59586004.
- Blake, Robert; Louis, William Roger, red. (1992). Churchill: A Major New Reassessment of His Life in Peace and War. Oxford: Oxford University Press. ISBN 9780192823175. OCLC 30029512.
- Browne, Anthony Montague (1995). Long sunset : memoirs of Winston Churchill's last private secretary. London: Cassell. ISBN 9780304344789. OCLC 32547047.
- Charmley, John (1993). Churchill, The End of Glory: A Political Biography. London: Hodder & Stoughton. ISBN 9780151178810. OCLC 440131865.
- Charmley, John (1996). Churchill's Grand Alliance: The Anglo-American Special Relationship 1940–57. London: Hodder & Stoughton. ISBN 9780340597606. OCLC 247165348.
- Davis, Richard Harding. Real Soldiers of Fortune (1906). Early biography. Project Gutenberg etext, wikisource here "Real Soldiers of Fortune/Chapter 3 – Wikisource". En.wikisource.org. 20. oktober 2007. Hentet 9. august 2009.
- D'Este, Carlo (2008). Warlord : a life of Winston Churchill at war, 1874–1945 (1st udgave). New York: Harper. ISBN 9780060575731. Hentet 26. november 2008.
- Gilbert, Martin. Churchill: A Life (1992). ISBN 0-8050-2396-8. [One-volume version of 8-volume biography.]
- Haffner, Sebastian. Winston Churchill (1967).
- Hastings, Max. Finest Years: Churchill as Warlord, 1940–45. London, HarperPress, 2009. ISBN 9780007263677
- Hennessy, P. Prime minister: the office and its holders since 1945 (2001).
- Hitchens, Christopher. "The Medals of His Defeats", The Atlantic Monthly (April 2002).
- James, Robert Rhodes. Churchill: A Study in Failure, 1900–1939 (1970).
- Jenkins, Roy. Churchill: A Biography (2001). Dansk udgave Winston S Chruchill: Den ultimative biografi (2006) med forord af Uffe Ellemann Jensen; Gyldendal. ISBN 87-03-01493-2.
- Kersaudy, François. Churchill and De Gaulle (1981). ISBN 0-00-216328-4.
- Krockow, Christian. Churchill: Man of the Century. [1900–1999]. ISBN 1-902809-43-2.
- Lukacs, John. Churchill : Visionary, Statesman, Historian. New Haven: Yale University Press, 2002.
- Manchester, William. The Last Lion: Winston Spencer Churchill: Alone, 1932–1940 (1988). ISBN 0-316-54512-0.
- –––. The Last Lion: Winston Spencer Churchill: Defender of the Realm, 1940-1965 (2010).
- –––. The Last Lion: Winston Spencer Churchill: Visions of Glory, 1874–1932 (1983). ISBN 0-316-54503-1.
- Massie, Robert. Dreadnought: Britain, Germany and the Coming of the Great War. ISBN 1-84413-528-4). [Chapters 40–41 concern Churchill at Admiralty.]
- Pelling, Henry. Winston Churchill (1974). ISBN 1-84022-218-2. [Comprehensive biography.]
- Rasor, Eugene L. Winston S. Churchill, 1874–1965: A Comprehensive Historiography and Annotated Bibliography. Greenwood Press, 2000. ISBN 0-313-30546-3 [Entries include several thousand books and scholarly articles.]
- Soames, Mary, ed. Speaking for Themselves: The Personal Letters of Winston and Clementine Churchill (1998).
- Stansky, Peter, ed. Churchill: A Profile (1973) [Perspectives on Churchill by leading scholars]
- Storr, Anthony. Churchill's Black Dog and Other Phenomena of the Human Mind. HarperCollins Publishers Ltd. New Edition ed., 1997. ISBN 9780006375661
- Toye, Richard. Churchill's Empire: The World that Made Him and the World He Made. Macmillan. 2010. ISBN 9780230703841